# Funder Kirkeby
Funder Kirkeby er en by i Midtjylland med 622 indbyggere  (2024), beliggende 5 km sydøst for Kragelund, 19 km syd for Kjellerup, 9 km øst for Pårup og 10 km vest for Silkeborg. Byen hører til Silkeborg Kommune og ligger i Region Midtjylland.
Funder Kirkeby hører til Funder Sogn. Funder Kirke ligger i byen.

## Faciliteter
- Børnehaven Klokkeblomst blev stiftet i 1985 som en del af den daværende friskole "Rudolf Steiner Skolen", der straks efter ændrede navn til Midtjydsk Helhedsskole. Den købte i 1986 en ejendom, hvor børnehaven havde til huse indtil der blev opført en ny bygning til den i 1996. Klokkeblomst blev en selvejende institution i 1990 og overtaget af kommunen midt i 90'erne efter ønske fra forældrene. I dag er der 80 børn i børnehaven.
- Funder Kirkeby Forsamlingshus er godkendt til 180 personer, 120 i den store sal på 120 m² og 64 i den lille sal på 64 m².[2]

## Historie
Funder Kirkegårde var oprindeligt en landsby i Funder Sogn, Hids Herred.) Landsbyen omfattede i 1682 blot 2 gårde. Det samlede dyrkede areal udgjorde da 47,8 tønder land, skyldsat 6,49 tønder hartkorn.

### 1800-tallet
Det høje målebordsblad fra 1800-tallet viser et teglværk og et fattighus. I 1886 blev en købmandsforretning startet. I 1896 købte en gruppe borgere forretningen for at etablere brugsforening. Den fik 104 medlemmer. Samme år opstod tanken om et forsamlingshus. Det blev opført på en grund, der blev solgt fra butikken.

### 1900-tallet
Funder Kirkeby blev i 1901 beskrevet således: "Funder Kirkeby med Kirke, Skole og Forsamlingshus (opf. 1897);" Det lave målebordsblad fra 1900-tallet viser desuden et bageri.
Der blev bygget til brugsen i 1950'erne og i 1970'erne, men i 1991 lukkede den. 6 par købte butikken for at udleje butikken til en købmand, men i 2010 opgav de at føre den videre. Butikken fik dødsstødet i 2017, hvor Dagrofa ikke længere ville støtte den efter at der var kommet en REMA 1000 i Funder.
I 1999 besluttede bestyrelsen i forsamlingshuset at opføre et nyt forsamlingshus. Det lykkedes med en stor indsats af en lille gruppe og hjælp fra en stor flok af byens borgere. Det gamle forsamlingshus fra 1897 blev overtaget af kommunen og revet ned.
Fra midten af 1900-tallet blev der udstykket boligområder langs vejene mod øst og syd, hvorved der opstod en vinkelformet bebyggelse.